# Piano della Lenta
Piano della Lenta è un quartiere della città di Teramo che si estende a nord dell'area urbana cittadina lungo la strada statale 81 che conduce alla vicina Ascoli Piceno, che dista circa 30 km dal centro città.

La zona dista circa 3 km dal centro storico della città di Teramo e anche se costituisce un prolungamento e sviluppo della stessa è tecnicamente definita una frazione. 

È quasi totalmente residenziale e conta più di 3 000 abitanti. 

Il nome "Piano della Lenta" deriva probabilmente dalla sua conformazione pianeggiante e dalla presenza, prima che il quartiere conoscesse il suo sviluppo urbano ed edilizio, di qualche osteria e cantina in cui si sostava per poi riprendere, lentamente, il cammino verso le abitazioni situate nelle frazioni circostanti come Putignano (che ne costituisce, adesso, il suo prolungamento naturale). 

Ha conosciuto un fortissimo sviluppo a partire dagli anni settanta e ottanta che ne ha fatto uno dei quartieri più tranquilli e comodi di tutta la città. 

Arterie importanti sono: via Ignazio Silone e via Insorti Bosco Martese.

## Storia
Nonostante la sua recente storia, si hanno notizie riguardanti questo quartiere già da epoche passate, infatti si possono ricordare:
- la donazione di terreni appartenenti a questa zona avvenuta nel 926 da parte del conte Manfredi al vescovo della città di Teramo di quel tempo;
- lo svolgimento di un placito nel 1056 tenuto alla presenza del Papa Vittore II, menzionato anche dallo storico Niccola Palma in una sua opera;
- la presenza di un castello denominato "de le Vetiche" menzionato anch'esso dal Palma che serviva da fortino e rifugio per le popolazioni del posto in tempo di guerra e come fortificazione per il controllo degli scambi e quant'altro in tempo di pace. Oggi non si trovano tracce di questo castello ma è bene ricordare che ancora nel 1830 erano presenti rovine e ruderi della costruzione;
- il ritrovamento di un torso virile appartenuto molto probabilmente al castello di cui sopra e di un'epigrafe romana ora conservata nel Museo Archeologico di Chieti.

## La chiesa di Santa Rita
La chiesa parrocchiale ultimata nel 1993 è dedicata a Santa Rita ed è situata in piazza Gemma Marconi cui si accede attraverso via Ignazio Silone, la principale del quartiere. 

La sua costruzione è il frutto di un forte e sentito impegno da parte del parroco di quel tempo Don Arturo Mazza, cui si devono numerose iniziative parrocchiali e la stesura di un libro sulla zona che prende il nome di "Piano della Lenta e le frazioni circostanti".
La parrocchia di Santa Rita, in località Piano della Lenta fu istituita con decreto vescovile n. 139 del 16 giugno 1986, distaccando quel territorio dalla parrocchia di San Felice in Putignano. Si rese subito necessario procedere alla erezione di una chiesa utilizzando un terreno donato dall'Amministrazione comunale di Teramo.
Nel 1990, sotto il parroco don Arturo Mazza, furono avviate le procedure burocratiche. A fine giugno 1991, nella sala Nervi a Roma Papa Giovanni Paolo II benedisse la prima pietra. L'impresa prescelta fu la Edilcostruzioni di Montorio al Vomano.
I lavori presero avvio nel luglio 1991. Il 24 novembre 1991 fu inaugurata una prima porzione di edificio: il salone parrocchiale. In quella occasione fu benedetta anche la campana. Dopo una sosta, i lavori ripresero nel 1992 per completare la struttura della Chiesa e della torre campanaria. In occasione della festa di Santa Rita, il 23 maggio 1993 fu inaugurata la chiesa alla presenza del vescovo mons. Abele Conigli, del sindaco di Teramo Pietro d'Ignazio, del progettista arch. Giulio Mazza, del responsabile dei calcoli del cemento armato ing. Roberto Giovanni, del direttore dei lavori geom. Domenico Mazza e del responsabile dell'impresa di costruzioni rag. Maurizio Polisini.
In seguito furono portati avanti i lavori di rifinitura e la sistemazione degli arredi.

## Attrezzature sportive
La zona è dotata di un buon numero di impianti attrezzati: un campo comunale per il calcio a undici e due campetti, anch'essi comunali, per il calcio a cinque di cui uno in erbetta sintetica, due campi per le bocce, un piccolo anfiteatro, due piste per macchine telecomandate, sia per quelle a benzina che per quelle a motore elettrico, il cui complesso è definito "miniautodromo", e di ben quattro giardini pubblici.
Qui ha sede la A.S.D. Piano della Lente, società di calcio fondata nel 1977, la cui prima squadra milita nel campionato di Promozione. Presente anche il settore giovanile, con la categoria Juniores (under 18), e quella Esordienti (11/12 anni).